# Sara Doorsoun
Sara Doorsoun-Khajeh (Colonia, 17 novembre 1991) è una calciatrice tedesca, centrocampista dell'Eintracht Francoforte e della nazionale tedesca.

## Carriera

### Club
Figlia di padre iraniano e di madre turca, Sara Doorsoun-Khajeh si avvicina al gioco del calcio fin da giovanissima, decidendo di tesserarsi con il Wesseling 1919, società dell'omonimo centro abitato della Renania Settentrionale-Vestfalia, e iniziando la sua carriera giocando, come unica ragazza in squadra, nelle formazioni giovanili miste. In seguito si trasferisce ad una squadra interamente femminile, l'SSV Köttingen, prima di approdare al Fortuna Colonia per giocare nella sua formazione femminile.
Nel 2008 sottoscrive un accordo con il Wattenscheid, società appena retorcessa in 2. Frauen-Bundesliga dopo una sola stagione di vertice del campionato tedesco, dove al suo primo anno condivide l'accesso alle semifinali della DFB-Pokal der Frauen 2008-2009, la Coppa di Germania di categoria, venendo eliminate dalle detentrici del Turbine Potsdam, squadra che vincerà poi il trofeo anche in quell'occasione.

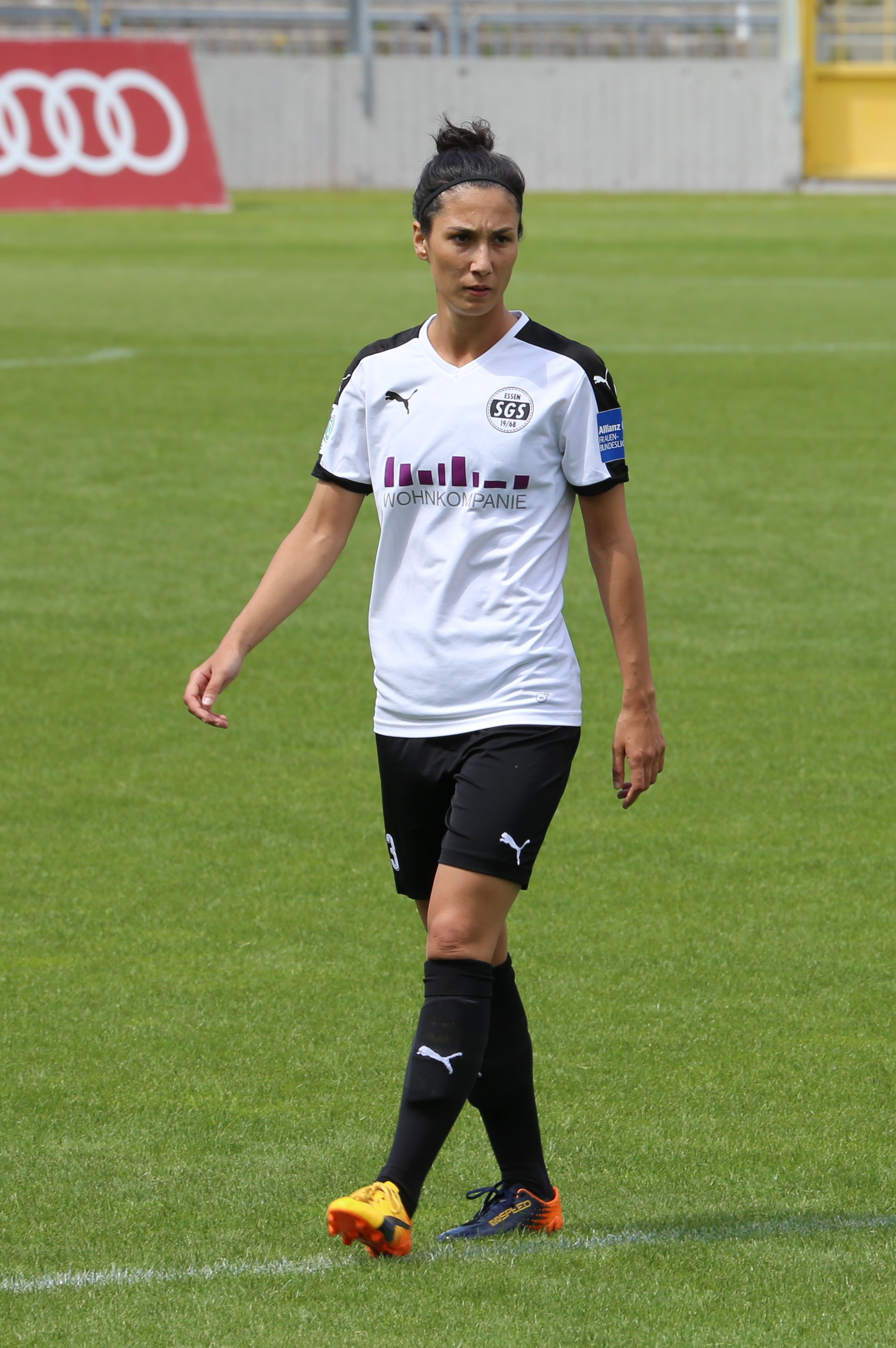
Doorsoun nella partita di Frauen-Bundesliga 2016-2017 tra ed SGS Essen del 21 maggio 2017.

Un anno dopo si trasferisce al Bad Neuenahr dove, inserita in rosa per la stagione 2010-2011, debutta in Frauen-Bundesliga il 7 marzo 2010, alla 15ª giornata, nell'incontro perso fuori casa per 4-1 con il Friburgo, condividendo con le compagne il raggiungimento del sesto posto in classifica e una conseguente agevole salvezza. Doorsoun rimane anche la stagione successiva, con la squadra che conferma la sua competitività raggiungendo nuovamente la salvezza, settimo posto in Frauen-Bundesliga 2011-2012, e le semifinali della DFB-Pokal der Frauen 2011-2012, lasciando la società con un tabellino personale di 63 presenze e 11 reti complessive tra campionato e coppa.
A campionato appena concluso il Turbine Potsdam Campione di Germania annuncia di aver sottoscritto un accordo con Doorsun per giocare sotto la guida del tecnico Bernd Schröder la stagione entrante. Come rappresentante della Germania in UEFA Women's Champions League, Doorsoun ha l'opportunità di giocare in un torneo internazionale per club. Fa il suo debutto nell'edizione 2012-2013 il 26 settembre, in occasione della partita di andata dei sedicesimi di finale, dove le tedesche sconfiggono fuori casa per 3-1 le belghe del Standard Liegi. La squadra si dimostra ancora in grado di disputare una stagione di vertice, terminando il campionato al secondo posto, a 4 punti dal Wolfsburg, e raggiungendo la finale di Coppa, dove ritrova il Wolfsburg che le batte per 3-2.
Nel maggio 2013 annuncia il suo trasferimento al SGS Essen per la stagione 2013-2014. Il contratto, originariamente biennale, viene esteso nell'aprile 2016 fino al termine della stagione 2017-2018.
Per la stagione 2018-2019 Doorsoun si trasferisce al Wolfsburg, campione di Germania in carica. Ha giocato al Wolfsburg per tre stagioni e mezza, vincendo il campionato tedesco per due stagioni consecutive e per tre volte la coppa nazionale, giocando anche la finale di Champions League 2020, persa contro l'Olympique Lione.
Visto anche il suo ridotto impiego nella precedente annata, nel corso della sosta invernale della stagione 2021-2022 ha lasciato il Wolfsburg e si è trasferita all'Eintracht Francoforte.

### Nazionale
Doorsoun inizia ad essere convocata dalla federazione calcistica della Germania (DFB) fin dal 2006, chiamata a rappresentare il proprio paese nelle nazionali giovanili, inizialmente con la Under-15, dove viene impiegata in due incontri amichevoli.
Inserita nella formazione Under-17, scende in campo in due incontri, ancora in amichevole, nella doppia sfida del 24 e 26 aprile 2007 con le pari età della Danimarca.
Superata la soglia d'età passa alla formazione Under-19 dove viene ancora impiegata in tre incontri amichevoli dal 2009 al 2010.
Per tornare a vestire la maglia della Germania, questa volta della nazionale maggiore, deve attendere il 2016 quando Steffi Jones, fresca dell'avvicendamento alla panchina della nazionale lasciata dalla plurititolata Silvia Neid, la inserisce in rosa nell'incontro del 20 settembre valido per le qualificazioni al campionato europeo dei Paesi Bassi 2017 dove al Gyirmóti Stadion di Győr la Germania supera per 1-0 le avversarie dell'Ungheria. In seguito Jones la impiega in più occasioni, testandola in più amichevoli, convocandola all'edizione 2017 della SheBelieves Cup e inserendola nella lista delle 23 giocatrici impegnate nella fase finale dell'Europeo dei Paesi Bassi 2017 emessa il 30 giugno 2017.

## Statistiche

### Presenze e reti nei club
Statistiche (parziali) aggiornate al 3 dicembre 2024.
| Stagione                     | Squadra                      | Campionato                   | Campionato | Campionato | Coppe nazionali | Coppe nazionali | Coppe nazionali | Coppe internazionali | Coppe internazionali | Coppe internazionali | Altre coppe | Altre coppe | Altre coppe | Totale | Totale |
| Stagione                     | Squadra                      | Comp                         | Pres       | Reti       | Comp            | Pres            | Reti            | Comp                 | Pres                 | Reti                 | Comp        | Pres        | Reti        | Pres   | Reti   |
| ---------------------------- | ---------------------------- | ---------------------------- | ---------- | ---------- | --------------- | --------------- | --------------- | -------------------- | -------------------- | -------------------- | ----------- | ----------- | ----------- | ------ | ------ |
| 2008-2009                    | Wattenscheid 09              | 2BL                          | ?          | ?          | CG              | 3               | 0               |                      | -                    | -                    |             | -           | -           | 3+     | 0+     |
| giu-dic 2009                 | Wattenscheid 09              | 2BL                          | ?          | ?          | CG              | 3               | 1               |                      | -                    | -                    |             | -           | -           | 3+     | 1+     |
| Totale Wattenscheid          | Totale Wattenscheid          | Totale Wattenscheid          | 31         | 4          | -               | 6               | 1               |                      | -                    | -                    |             | -           | -           | 37     | 5      |
| gen-giu 2010                 | Bad Neuenahr                 | BL                           | 10         | 0          | CG              | -               | -               |                      | -                    | -                    |             | -           | -           | 10     | 0      |
| 2010-2011                    | Bad Neuenahr                 | BL                           | 20         | 0          | CG              | 4               | 1               |                      | -                    | -                    |             | -           | -           | 24     | 1      |
| 2011-2012                    | Bad Neuenahr                 | BL                           | 22         | 2          | CG              | 2               | 0               |                      | -                    | -                    |             | -           | -           | 24     | 2      |
| Totale Bad Neuenahr          | Totale Bad Neuenahr          | Totale Bad Neuenahr          | 52         | 2          | -               | 6               | 1               |                      | -                    | -                    |             | -           | -           | 58     | 3      |
| 2012-2013                    | Turbine Potsdam              | BL                           | 14         | 1          | CG              | 3               | 0               | UWCL                 | 4                    | 0                    |             | -           | -           | 21     | 1      |
| 2013-2014                    | SGS Essen                    | BL                           | 22         | 3          | CG              | 5               | 2               |                      | -                    | -                    |             | -           | -           | 27     | 5      |
| 2014-2015                    | SGS Essen                    | BL                           | 16         | 4          | CG              | 2               | 0               |                      | -                    | -                    |             | -           | -           | 18     | 4      |
| 2015-2016                    | SGS Essen                    | BL                           | 22         | 3          | CG              | 2               | 2               |                      | -                    | -                    |             | -           | -           | 24     | 5      |
| 2016-2017                    | SGS Essen                    | BL                           | 21         | 3          | CG              | 2               | 2               |                      | -                    | -                    |             | -           | -           | 23     | 5      |
| 2017-2018                    | SGS Essen                    | BL                           | 19         | 2          | CG              | 2               | 0               |                      | -                    | -                    |             | -           | -           | 21     | 2      |
| Totale SGS Essen             | Totale SGS Essen             | Totale SGS Essen             | 100        | 15         | -               | 13              | 6               |                      | -                    | -                    |             | -           | -           | 113    | 21     |
| 2018-2019                    | Wolfsburg                    | BL                           | 18         | 0          | CG              | 2               | 0               | UWCL                 | 4                    | 0                    |             | -           | -           | 24     | 0      |
| 2019-2020                    | Wolfsburg                    | BL                           | 12         | 0          | CG              | 2               | 0               | UWCL                 | 5                    | 0                    |             | -           | -           | 19     | 0      |
| lug 2020-2021                | Wolfsburg                    | BL                           | 10         | 1          | CG              | 3               | 0               | UWCL                 | 6                    | 0                    |             | -           | -           | 19     | 1      |
| lug-dic 2021                 | Wolfsburg                    | BL                           | 5          | 0          | CG              | -               | -               | UWCL                 | 5                    | 0                    |             | -           | -           | 10     | 0      |
| Totale Wolfsburg             | Totale Wolfsburg             | Totale Wolfsburg             | 45         | 1          | -               | 7               | 0               |                      | 20                   | 0                    |             | -           | -           | 72     | 1      |
| gen-giu 2022                 | Eintracht Francoforte        | BL                           | 9          | 0          | CG              | -               | -               |                      | -                    | -                    |             | -           | -           | 9      | 1      |
| 2022-2023                    | Eintracht Francoforte        | BL                           | 21         | 1          | CG              | 1               | 0               | UWCL                 | 2                    | 0                    |             | -           | -           | 24     | 1      |
| 2023-2024                    | Eintracht Francoforte        | BL                           | 21         | 3          | CG              | 3               | 0               | UWCL                 | 8                    | 0                    |             | -           | -           | 32     | 3      |
| 2024-2025                    | Eintracht Francoforte        | BL                           | 10         | 3          | CG              | 1               | 0               | UWCL                 | 2                    | 0                    |             | -           | -           | 13     | 3      |
| Totale Eintracht Francoforte | Totale Eintracht Francoforte | Totale Eintracht Francoforte | 61         | 7          | -               | 5               | 1               |                      | 12                   | 0                    |             | -           | -           | 78     | 8      |
| Totale carriera              | Totale carriera              | Totale carriera              | 303        | 26         |                 | 38              | 9               |                      | 32                   | 0                    |             | -           | -           | 373    | 35     |

### Cronologia presenze e reti in nazionale
Statistiche aggiornate al 25 ottobre 2024.

| Cronologia completa delle presenze e delle reti in nazionale ― Germania | Cronologia completa delle presenze e delle reti in nazionale ― Germania | Cronologia completa delle presenze e delle reti in nazionale ― Germania | Cronologia completa delle presenze e delle reti in nazionale ― Germania | Cronologia completa delle presenze e delle reti in nazionale ― Germania | Cronologia completa delle presenze e delle reti in nazionale ― Germania | Cronologia completa delle presenze e delle reti in nazionale ― Germania | Cronologia completa delle presenze e delle reti in nazionale ― Germania |
| Data                                                                    | Città                                                                   | In casa                                                                 | Risultato                                                               | Ospiti                                                                  | Competizione                                                            | Reti                                                                    | Note                                                                    |
| ----------------------------------------------------------------------- | ----------------------------------------------------------------------- | ----------------------------------------------------------------------- | ----------------------------------------------------------------------- | ----------------------------------------------------------------------- | ----------------------------------------------------------------------- | ----------------------------------------------------------------------- | ----------------------------------------------------------------------- |
| 03-03-2016                                                              | Tampa                                                                   | Germania                                                                | 1 – 0                                                                   | Francia                                                                 | SheBelieves Cup 2016                                                    | -                                                                       |                                                                         |
| 20-09-2016                                                              | Győr                                                                    | Ungheria                                                                | 0 – 1                                                                   | Germania                                                                | Qual. Euro 2017                                                         | -                                                                       |                                                                         |
| 25-10-2016                                                              | Aalen                                                                   | Germania                                                                | 4 – 2                                                                   | Paesi Bassi                                                             | Amichevole                                                              | -                                                                       |                                                                         |
| 29-11-2016                                                              | Chemnitz                                                                | Germania                                                                | 1 – 1                                                                   | Norvegia                                                                | Amichevole                                                              | -                                                                       | 82’                                                                     |
| 04-03-2017                                                              | Harrison                                                                | Francia                                                                 | 0 – 0                                                                   | Germania                                                                | SheBelieves Cup 2017                                                    | -                                                                       | 83’                                                                     |
| 07-03-2017                                                              | Washington                                                              | Germania                                                                | 1 – 0                                                                   | Inghilterra                                                             | SheBelieves Cup 2017                                                    | -                                                                       | 80’                                                                     |
| 09-04-2017                                                              | Erfurt                                                                  | Germania                                                                | 2 – 1                                                                   | Canada                                                                  | Amichevole                                                              | -                                                                       |                                                                         |
| 04-07-2017                                                              | Sandhausen                                                              | Germania                                                                | 3 – 1                                                                   | Brasile                                                                 | Amichevole                                                              | -                                                                       | 69’                                                                     |
| 25-07-2017                                                              | Utrecht                                                                 | Russia                                                                  | 0 – 2                                                                   | Germania                                                                | Euro 2017                                                               | -                                                                       |                                                                         |
| 30-07-2017                                                              | Rotterdam                                                               | Germania                                                                | 1 – 2                                                                   | Danimarca                                                               | Euro 2017                                                               | -                                                                       | 46’                                                                     |
| 24-10-2017                                                              | Aspach                                                                  | Germania                                                                | 11 – 0                                                                  | Fær Øer                                                                 | Qual. Mondiali 2019                                                     | -                                                                       |                                                                         |
| 04-03-2018                                                              | Harrison                                                                | Germania                                                                | 2 – 2                                                                   | Inghilterra                                                             | SheBelieves Cup 2018                                                    | -                                                                       | 90’                                                                     |
| 07-03-2018                                                              | Orlando                                                                 | Francia                                                                 | 3 – 0                                                                   | Germania                                                                | SheBelieves Cup 2018                                                    | -                                                                       | 91’                                                                     |
| 07-04-2018                                                              | Halle                                                                   | Germania                                                                | 4 – 0                                                                   | Rep. Ceca                                                               | Qual. Mondiali 2019                                                     | -                                                                       |                                                                         |
| 10-04-2018                                                              | Domžale                                                                 | Slovenia                                                                | 0 – 4                                                                   | Germania                                                                | Qual. Mondiali 2019                                                     | -                                                                       | 26’                                                                     |
| 10-06-2018                                                              | Hamilton                                                                | Canada                                                                  | 2 – 3                                                                   | Germania                                                                | Amichevole                                                              | -                                                                       |                                                                         |
| 01-09-2018                                                              | Reykjavík                                                               | Islanda                                                                 | 0 – 2                                                                   | Germania                                                                | Qual. Mondiali 2019                                                     | -                                                                       |                                                                         |
| 04-09-2018                                                              | Tórshavn                                                                | Fær Øer                                                                 | 0 – 8                                                                   | Germania                                                                | Qual. Mondiali 2019                                                     | -                                                                       |                                                                         |
| 06-10-2018                                                              | Essen                                                                   | Germania                                                                | 3 – 1                                                                   | Austria                                                                 | Amichevole                                                              | -                                                                       |                                                                         |
| 10-11-2018                                                              | Osnabrück                                                               | Germania                                                                | 5 – 2                                                                   | Italia                                                                  | Amichevole                                                              | -                                                                       |                                                                         |
| 13-11-2018                                                              | Erfurt                                                                  | Germania                                                                | 0 – 0                                                                   | Spagna                                                                  | Amichevole                                                              | -                                                                       |                                                                         |
| 28-02-2019                                                              | Laval                                                                   | Francia                                                                 | 0 – 1                                                                   | Germania                                                                | Amichevole                                                              | -                                                                       |                                                                         |
| 06-04-2019                                                              | Solna                                                                   | Svezia                                                                  | 1 – 2                                                                   | Germania                                                                | Amichevole                                                              | -                                                                       | 90’                                                                     |
| 09-04-2019                                                              | Paderborn                                                               | Germania                                                                | 2 – 2                                                                   | Giappone                                                                | Amichevole                                                              | -                                                                       | 46’                                                                     |
| 30-05-2019                                                              | Ratisbona                                                               | Germania                                                                | 2 – 0                                                                   | Cile                                                                    | Amichevole                                                              | -                                                                       |                                                                         |
| 08-06-2019                                                              | Rennes                                                                  | Germania                                                                | 1 – 0                                                                   | Cina                                                                    | Mondiali 2019                                                           | -                                                                       |                                                                         |
| 12-06-2019                                                              | Valenciennes                                                            | Germania                                                                | 1 – 0                                                                   | Spagna                                                                  | Mondiali 2019                                                           | -                                                                       |                                                                         |
| 17-06-2019                                                              | Montpellier                                                             | Sudafrica                                                               | 0 – 4                                                                   | Germania                                                                | Mondiali 2019                                                           | -                                                                       |                                                                         |
| 22-06-2019                                                              | Grenoble                                                                | Germania                                                                | 3 – 0                                                                   | Nigeria                                                                 | Mondiali 2019                                                           | -                                                                       |                                                                         |
| 29-06-2019                                                              | Rennes                                                                  | Germania                                                                | 1 – 2                                                                   | Svezia                                                                  | Mondiali 2019                                                           | -                                                                       |                                                                         |
| 31-08-2019                                                              | Kassel                                                                  | Germania                                                                | 10 – 0                                                                  | Montenegro                                                              | Qual. Euro 2022                                                         | 1                                                                       |                                                                         |
| 03-09-2019                                                              | Lviv                                                                    | Ucraina                                                                 | 0 – 8                                                                   | Germania                                                                | Qual. Euro 2022                                                         | -                                                                       |                                                                         |
| 09-11-2019                                                              | Londra                                                                  | Inghilterra                                                             | 1 – 2                                                                   | Germania                                                                | Amichevole                                                              | -                                                                       | 30’                                                                     |
| 04-03-2020                                                              | Faro                                                                    | Germania                                                                | 1 – 0                                                                   | Svezia                                                                  | Algarve Cup 2020                                                        | -                                                                       |                                                                         |
| 24-02-2021                                                              | Venlo                                                                   | Paesi Bassi                                                             | 2 – 1                                                                   | Germania                                                                | Amichevole                                                              | -                                                                       |                                                                         |
| 20-02-2022                                                              | Norwich                                                                 | Canada                                                                  | 1 – 0                                                                   | Germania                                                                | Arnold Clark Cup 2022                                                   | -                                                                       |                                                                         |
| 16-07-2022                                                              | Milton Keynes                                                           | Finlandia                                                               | 0 – 3                                                                   | Germania                                                                | Euro 2022                                                               | -                                                                       |                                                                         |
| 27-07-2022                                                              | Milton Keynes                                                           | Germania                                                                | 2 – 1                                                                   | Francia                                                                 | Euro 2022                                                               | -                                                                       | 81’                                                                     |
| 31-07-2022                                                              | Londra                                                                  | Inghilterra                                                             | 2 – 1 dts                                                               | Germania                                                                | Euro 2022                                                               | -                                                                       | 103’                                                                    |
| 03-09-2022                                                              | Bursa                                                                   | Turchia                                                                 | 0 – 3                                                                   | Germania                                                                | Qual. Mondiali 2023                                                     | -                                                                       |                                                                         |
| 11-11-2022                                                              | Fort Lauderdale                                                         | Stati Uniti                                                             | 1 – 2                                                                   | Germania                                                                | Amichevole                                                              | -                                                                       |                                                                         |
| 13-11-2022                                                              | Harrison                                                                | Stati Uniti                                                             | 2 – 1                                                                   | Germania                                                                | Amichevole                                                              | -                                                                       | 78’                                                                     |
| 07-04-2023                                                              | Sittard                                                                 | Paesi Bassi                                                             | 0 – 1                                                                   | Germania                                                                | Amichevole                                                              | -                                                                       |                                                                         |
| 11-04-2023                                                              | Norimberga                                                              | Germania                                                                | 1 – 2                                                                   | Brasile                                                                 | Amichevole                                                              | -                                                                       |                                                                         |
| 24-06-2023                                                              | Offenbach am Main                                                       | Germania                                                                | 2 – 1                                                                   | Vietnam                                                                 | Amichevole                                                              | -                                                                       | 46’                                                                     |
| 24-07-2023                                                              | Melbourne                                                               | Germania                                                                | 6 – 0                                                                   | Marocco                                                                 | Mondiali 2023                                                           | -                                                                       |                                                                         |
| 30-07-2023                                                              | Sydney                                                                  | Germania                                                                | 1 – 2                                                                   | Colombia                                                                | Mondiali 2023                                                           | -                                                                       | 46’                                                                     |
| 27-10-2023                                                              | Sinsheim                                                                | Germania                                                                | 5 – 1                                                                   | Galles                                                                  | UEFA Women's Nations League 2023-2024                                   | -                                                                       | 89’                                                                     |
| 31-10-2023                                                              | Reykjavík                                                               | Islanda                                                                 | 0 – 2                                                                   | Germania                                                                | UEFA Women's Nations League 2023-2024                                   | -                                                                       |                                                                         |
| 05-12-2023                                                              | Swansea                                                                 | Galles                                                                  | 0 – 0                                                                   | Germania                                                                | UEFA Women's Nations League 2023-2024                                   | -                                                                       |                                                                         |
| 05-04-2024                                                              | Linz                                                                    | Austria                                                                 | 2 – 3                                                                   | Germania                                                                | Qual. Euro 2025                                                         | -                                                                       | 46’                                                                     |
| 04-06-2024                                                              | Gdynia                                                                  | Polonia                                                                 | 1 – 3                                                                   | Germania                                                                | Qual. Euro 2025                                                         | -                                                                       |                                                                         |
| 12-07-2024                                                              | Reykjavík                                                               | Islanda                                                                 | 3 – 0                                                                   | Germania                                                                | Qual. Euro 2025                                                         | -                                                                       |                                                                         |
| 31-07-2024                                                              | Saint-Étienne                                                           | Zambia                                                                  | 1 – 4                                                                   | Germania                                                                | Olimpiadi 2024                                                          | -                                                                       | 22’                                                                     |
| 06-08-2024                                                              | Décines-Charpieu                                                        | Stati Uniti                                                             | 1 – 0 dts                                                               | Germania                                                                | Olimpiadi 2024                                                          | -                                                                       | 105’                                                                    |
| 09-08-2024                                                              | Décines-Charpieu                                                        | Spagna                                                                  | 0 – 1                                                                   | Germania                                                                | Olimpiadi 2024                                                          | -                                                                       | 96’                                                                     |
| 25-10-2024                                                              | Londra                                                                  | Inghilterra                                                             | 3 – 4                                                                   | Germania                                                                | Amichevole                                                              | -                                                                       | 68’                                                                     |
| 2-12-2024                                                               | Bochum                                                                  | Germania                                                                | 1 – 2                                                                   | Italia                                                                  | Amichevole                                                              | -                                                                       |                                                                         |
| Totale                                                                  |                                                                         | Presenze                                                                | 58                                                                      |                                                                         | Reti                                                                    | 1                                                                       |                                                                         |

## Palmarès

### Club
- Campionato tedesco: 2

Wolfsburg: 2018-2019, 2019-2020
- Coppa di Germania: 3

Wolfsburg: 2018-2019, 2019-2020, 2020-2021

### Nazionale
- Bronzo olimpico: 1

Parigi 2024